# Skutečnost
Skutečnost nebo též realita je vše co (skutečně) existuje na rozdíl od pouhých domněnek, představ, iluzí, plánů, přání, možností atd.

## Pojem skutečnosti
Skutečnost je paradoxní pojem: na jedné straně by měl označovat to, co opravdu jest a nezávisí na pozorovateli, na druhé straně každý výměr toho, co je a co není skutečné, je výtvor člověka a určité kultury. Tak lze patrně chápat i slavný výrok sofistického filosofa Prótagory, že „mírou všech věcí je člověk – jsoucích, že jsou, nejsoucích, že nejsou“. Tuto dvojznačnost prozrazuje i původ slova: české „skutečnost“ souvisí se slovem „skutek“ a je odvozeno od staročeského „skutiti“, udělat, spáchat, podobně jako odpovídající německé Wirklichkeit od wirken, působit, latinské actualitas od actus, čin, nebo řecké en-ergeia od ergon, čin.
V různých souvislostech můžeme za „skutečné“ pokládat:
- Hmotné předměty, věci (odtud realita z lat. res, věc).
- Všechno, co lze vnímat smysly, tedy také zvuky, události, děje.
- Všechno, co lze poznávat, tedy také čísla nebo geometrické objekty.
- Objektivní, vědecká skutečnost je to, co lze změřit nebo prokázat opakovatelným pokusem.
- To, co klade odpor naší činnosti. Sigmund Freud postavil proti dětskému „principu slasti“ dospělý „princip reality“, který vzniká zkušeností různých omezení a hranic, na něž člověk při hledání slasti naráží.
- To, co vyvolává dojem skutečnosti, například virtuální realita.

## Skutečnost ve filosofii
Pojem skutečnosti se ve filosofii zkoumá ve dvojím ohledu. Jednak jako ontologická otázka bytí a jsoucího, jednak – a zejména v novověku – jako otázka poznání čili epistemologická. V prvním případě se ptáme na povahu jsoucího, ve druhém na možnosti jeho poznávání.
Nejstarší řecká filosofie přemýšlela o „vpravdě jsoucím“ (ontos ón) a Parmenidés je určil jako to, co bylo, jest a bude, co nevzniká a nezaniká. Na základě přesvědčení, že skutečně jsoucí je jen to, co je věčné nebo stojí mimo čas, se za skutečné pokládaly často jen věci nehmotné a ideální. Smyslová skutečnost jsou pouhé stíny, jako v Platónově Jeskyni. Aristotelés naopak přemýšlel o tom, jak věci do skutečnosti přicházejí, jak vznikají a zanikají, a vytvořil protiklad možnosti (dynamis) a uskutečnění (energeia), který pak používali i scholastici.
V novověké filosofii se věci zkomplikovaly tím, že filosofové začali pochybovat o spolehlivosti smyslových dat. Tak zvané sekundární kvality (barva, chuť) nepatří pozorovanému předmětu a nejsou tedy „skutečné“, nýbrž vznikají až pozorováním. Co člověk vnímá, nejsou věci o sobě, nýbrž vždy a pouze jejich jevy, kdežto k věcem samým nemá žádný přístup (Immanuel Kant). Počínaje Hegelem vystupuje do popředí naopak změna, pohyb a vývoj, který je podle něho pro skutečnost charakteristický.
Pozitivismus a vědecké myšlení 19. století se snaží najít co nejspolehlivější skutečnost, takže ji rozbíjí na jednotlivá „fakta“ a často omezuje jen na skutečnosti hmotné a měřitelné. Jakousi reakcí na tento „naivní realismus“ čili přesvědčení, že poznáváme svět tak, jak skutečně je, je konstruktivismus – přesvědčení, že každé poznání si svůj předmět (aspoň zčásti) konstruuje. To je nepochybně pravda přinejmenším v tom smyslu, že poznávanou skutečnost musíme rozdělit na jednotlivé „předměty“, ty musíme seskupit do nějakých kategorií (tříd), a dát jim název. Provokativní tvrzení francouzského sociologa vědy Bruno Latoura, že před Pasteurovým objevem žádné bakterie neexistovaly, není tak nesmyslné, jak by se na první pohled zdálo.